# 甘柏联足球俱乐部
甘柏聯足球俱樂部（Gombak United FC）是新加坡職業足球聯賽的一支球队。
甘柏联队在1998-2002年间参加了新加坡職業足球聯賽，之后一度退出联赛，俱乐部的最佳战绩是1999年和2000年的第五名。球队同时获得了1998年和2000年的联赛最佳教练奖。之后球队遇到了财政困难，俱乐部于2002年退出了联赛。但於2006年重回S-League。
在俱乐部加盟联赛之前，球队曾叫做红山流浪。
球队主場原先是在女皇镇体育场，但重回S-League便改至裕廊西体育场。

## 歷年戰績

### 新加坡職業足球聯賽
- 2012年 - 第九名
- 2011年 - 第六名
- 2010年 - 第六名
- 2009年 - 季軍
- 2008年 - 第五名
- 2007年 - 第四名
- 2006年 - 第八名
- 2003年-05年 - 沒有參賽
- 2002年 - 第十二名
- 2001年 - 第九名
- 2000年 - 第五名
- 1999年 - 第五名
- 1998年 - 第十名